# Jastrzębia (powiat wadowicki)
Jastrzębia – wieś w Polsce położona w województwie małopolskim, w powiecie wadowickim, w gminie Lanckorona, na Pogórzu Wielickim, 2 km na wschód od Lanckorony, przy lokalnej drodze Lanckorona – Sułkowice, wzmiankowana jako przedmieście Lanckorony w 1402 r.
W centrum wsi wznosi się charakterystyczna kopuła góry Kępa (424 m). Zabudowa wsi jest rozproszona. Jastrzębia należy do parafii w Lanckoronie.
W latach 1975–1998 miejscowość należała administracyjnie do województwa bielskiego.

## Części wsi
| SIMC    | Nazwa            | Rodzaj    |
| ------- | ---------------- | --------- |
| 0058347 | Jastrzębia Dolna | część wsi |
| 0058407 | Jastrzębia Górna | część wsi |
| 0058353 | Pasieka          | część wsi |
| 0058360 | Podkiecka        | część wsi |

## Historia
- Wzmiankowana w 1402 r.

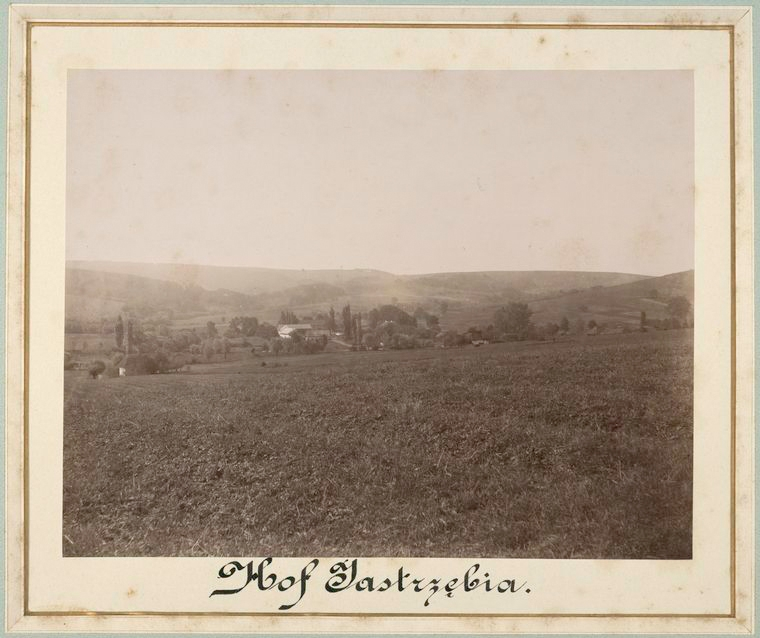
Jastrzębia – fotografia A. Szuberta z ok. 1897 r.

- W XVI w., jako samodzielna wieś należała zawsze do starostwa lanckorońskiego.
- Po 1777 r. własność Franciszki Kurlandzkiej, Carignanów i Montleartów, od 1891 r. Habsburgów z Żywca, po 1918 r. senatora Zygmunta Lewakowskiego z Zakrzowa i jego syna Jakuba.
- 29 kwietnia 2020 r. Rada Gminy Lanckorona podjęła uchwałę w sprawie nadania szkole podstawowej w Jastrzębi imienia Konfederatów Barskich[5].

## Zabytki

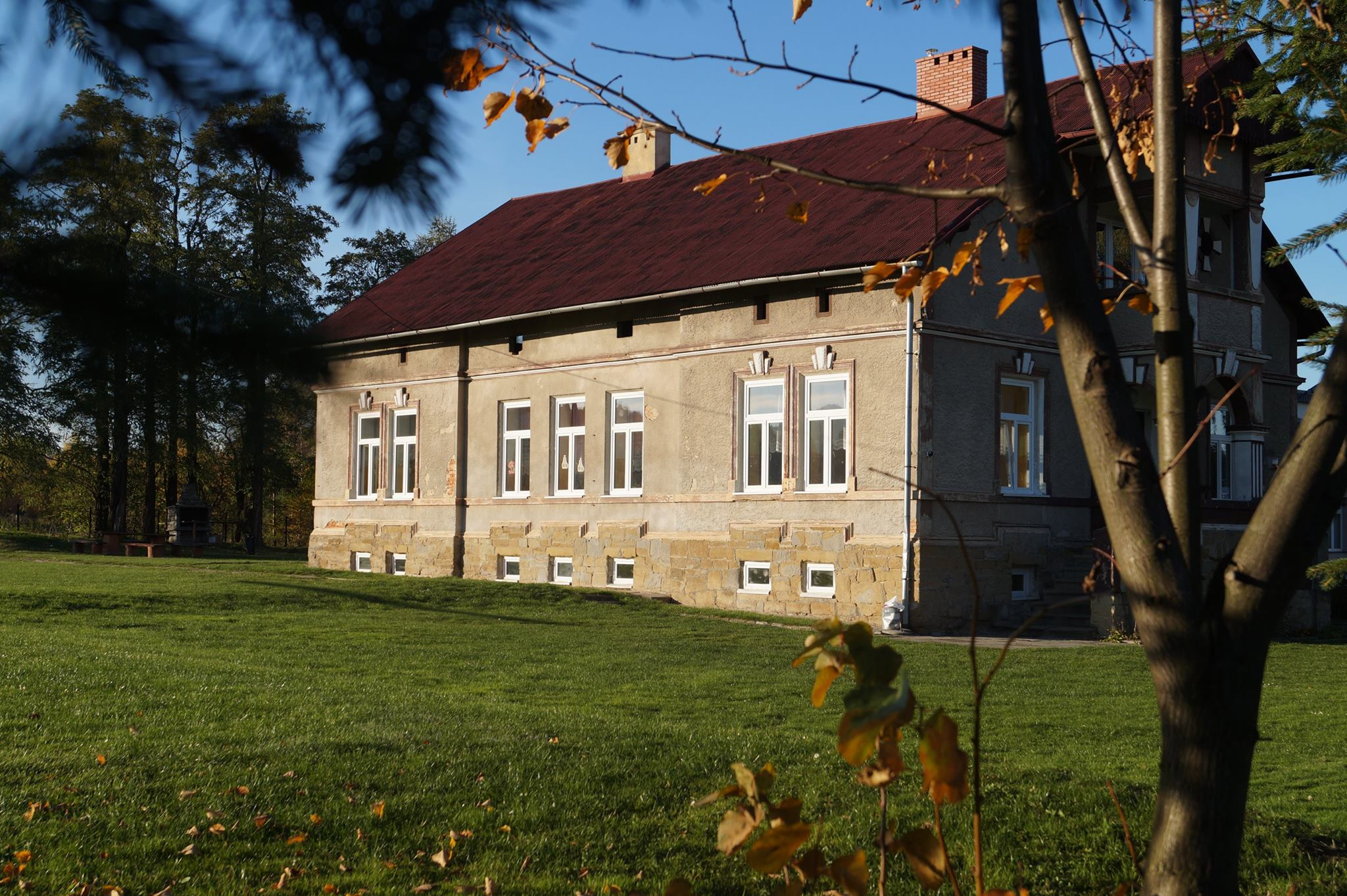
Dwór w Jastrzębi

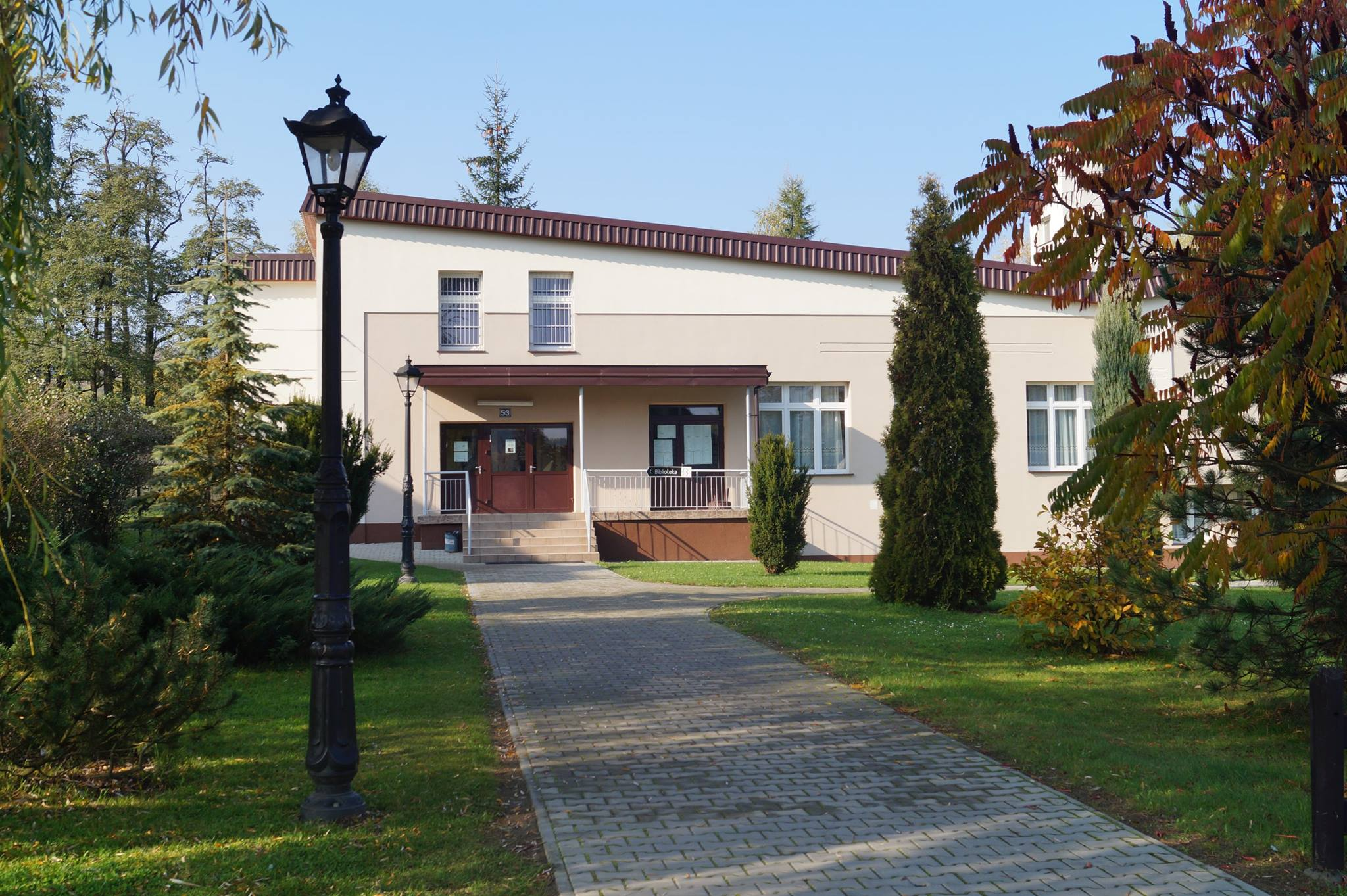
Dom Kultury

Według gminnej ewidencji zabytków za obiekty zabytkowe uznano:
- zespół pofolwarczny – zabudowania gospodarskie ułożone w kształt podkowy. Po zachodniej stronie wznosi się parterowy dwór;
- kapliczkę murowaną z 1935 r.